# Mikołaj Wierzynek (młodszy)
Mikołaj Wierzynek (młodszy) (niem. Nikolai Wirsing lub Werzig, także łac. Verincus, zm. 1368) – średniowieczny kupiec, patrycjusz i bankier, syn Mikołaja Wierzynka (starszego).
Był kupcem, ławnikiem i rajcą krakowskim. Prowadził intensywną działalność handlową, sięgającą Europy zachodniej. Według Jana Długosza w 1364 zorganizował ucztę (zwaną „Ucztą u Wierzynka”) dla gości zjazdu monarchów zorganizowanego przez Kazimierza Wielkiego, w której uczestniczył m.in. cesarz Karol IV Luksemburski, król Ludwik Węgierski oraz wielu innych królów i książąt.